# Новокабаново
Новокабаново (баш. Яңы Ҡабан) — село в Краснокамском районе Республики Башкортостан Российской Федерации. Административный центр Новокабановского сельсовета. Согласно переписи 2020 года население составляло 969 человек.

## География

### Географическое положение
Расстояние до:
- районного центра (Николо-Берёзовка): 60 км,
- ближайшей ж/д станции (Нефтекамск): 53 км.

## История
Село было основано в 1839 году башкирами деревни Кабаново (Старокабаново) Гарейской волости Бирского уезда Оренбургской губернии на собственных вотчинных землях.
В «Списке населенных мест по сведениям 1870 года», изданном в 1877 году, населённый пункт упомянут как деревня Новая Кабанова 3-го стана Бирского уезда Уфимской губернии. Располагалась при речке Таулакте, в 150 верстах от уездного города Бирска и в 20 верстах от становой квартиры в селе Касево. В деревне, в 71 дворе жили 655 человек (315 мужчин и 340 женщин, тептяри), были училище, водяная мельница. Жители занимались земледелием, скотоводством и тканьем кулей.

## Население
| 2002 | 2009 | 2010 |
| ---- | ---- | ---- |
| 819  | ↗879 | ↗926 |

Национальный состав
Согласно переписи 2002 года, преобладающие национальности — башкиры (49 %), татары (46 %).

## Религия
В селе есть мечеть.